# The 5th Dimension
The 5th Dimension je americká hudební skupina. Vytvořila ji v roce 1965 v Los Angeles pětice afroamerických zpěváků, vesměs rodáků ze St. Louis: Lamonte McLemore, Billy Davis Jr., Ronald Townson, Florence LaRue a Marilyn McCoo (vítězka soutěže krásy Miss Bronze California). Původně se nazývali „The Versatiles“ (Všestranní), od roku 1966 vystupovali jako „The 5th Dimension“ (Pátý rozměr). Svůj styl, zahrnující vlivy soulu, rhythm and blues, gospelu, jazzu a pop music, nazývali „champagne soul“. Spolupracovali s producentem Bonesem Howem, aranžérem Bobem Alcivarem a studiovou skupinou The Wrecking Crew, nahrávali pro Soul City Records a Motown Records. Největší úspěch zaznamenali se singlem „Aquarius/Let the Sunshine In“ (spojení dvou čísel z muzikálu Vlasy), který byl v roce 1969 šest týdnů v čele Billboard Hot 100. Americkým hitem č. 1 byla také coververze skladby Laury Nyro „Wedding Bell Blues“. V roce 1969 skupina úspěšně vystoupila na Harlem Cultural Festivalu, zvaném „černošský Woodstock“. The 5th Dimension obdrželi Grammy v letech 1968 (za píseň „Up, Up and Away“, kterou složil Jimmy Webb) a 1970 (za medley „Aquarius/Let the Sunshine In“).
V roce 1975 skupinu opustili manželé Billy Davis a Marilyn McCoo (o rok později nahráli zlatou desku „You Don't Have to Be a Star (To Be in My Show)“, The 5th Dimension pak prošli řadou personálních změn a z původního složení zůstala už jen Florence LaRue. V roce 2002 byl soubor uveden do Vocal Group Hall of Fame.

## The 5th Dimension v Československu
V roce 1973 vystoupila skupina v Československu na koncertu ve velkém sále Lucerny. Při této příležitosti vydal Supraphon SP s písněmi Aquarius / Let The Sunshine In / Carpet Man.

## Diskografie
- Up, Up and Away (1967)
- The Magic Garden (1967)
- Stoned Soul Picnic (1968)
- The Age of Aquarius (1969)
- Portrait (1970)
- Live!! (1971)
- Love's Lines, Angles and Rhymes (1971)
- Individually & Collectively (1972)
- Living Together, Growing Together (1973)
- Soul & Inspiration (1974)
- Earthbound (1975)
- High on Sunshine (1978)
- Star Dancing (1978)
- In the House (1995)